# Mango à cravate noire
Anthracothorax nigricollis
Espèce
Statut de conservation UICN

 LC  : Préoccupation mineure
Statut CITES
Le Mango à cravate noire (Anthracothorax nigricollis) est une espèce de colibris (famille des Trochilidae).

## Répartition
Cet oiseau vit du nord de l'Amérique du Sud jusqu'au nord de l'Argentine et du Paraguay au sud, au Pérou à l'ouest et au Brésil à l'est. L'espèce est aussi présente au Panama et à Trinité-et-Tobago, et parfois en Uruguay.

## Habitats
L'espèce habite les forêts tropicales et subtropicales humides de basses altitudes mais aussi les forêts lourdement dégradées.

Carte de répartition de l'espèce